# Statua di Sant'Antonio (Casamicciola Terme)
La statua di Sant'Antonio è una scultura di terracotta modellata collocata sulla collina del Mortito, sul lato che volge verso la piana di Perrone, a Casamicciola Terme. È alta, non considerando il rivestimento protettivo in vetro e ferro, complessivamente 3 metri circa.

## Storia e caratteristiche
È stata inaugurata il 13 giugno dell'anno 1971, giorno in cui si celebra la festa del santo e data in cui si inaugurava il nuovo e moderno porto turistico di Casamicciola.
L'opera rappresenta il Santo dei Miracoli, con Gesù bambino che lo abbraccia al collo, con sguardo rivolto verso il paese. È visibile da ogni punto della costa da Punta della Scrofa alla Collina di Monte Vico nel comune di Lacco Ameno. La statua è stata realizzata come segno di devozione dei cittadini verso il santo padovano, per porlo a custodia del loro abitato e del nuovo porto turistico.
La scultura è stata eseguita modellando la creta dagli scultori Gemì (Girolamo) e Giovan Giuseppe Mennella, con proporzioni atte ad essere osservata dal basso della collina.

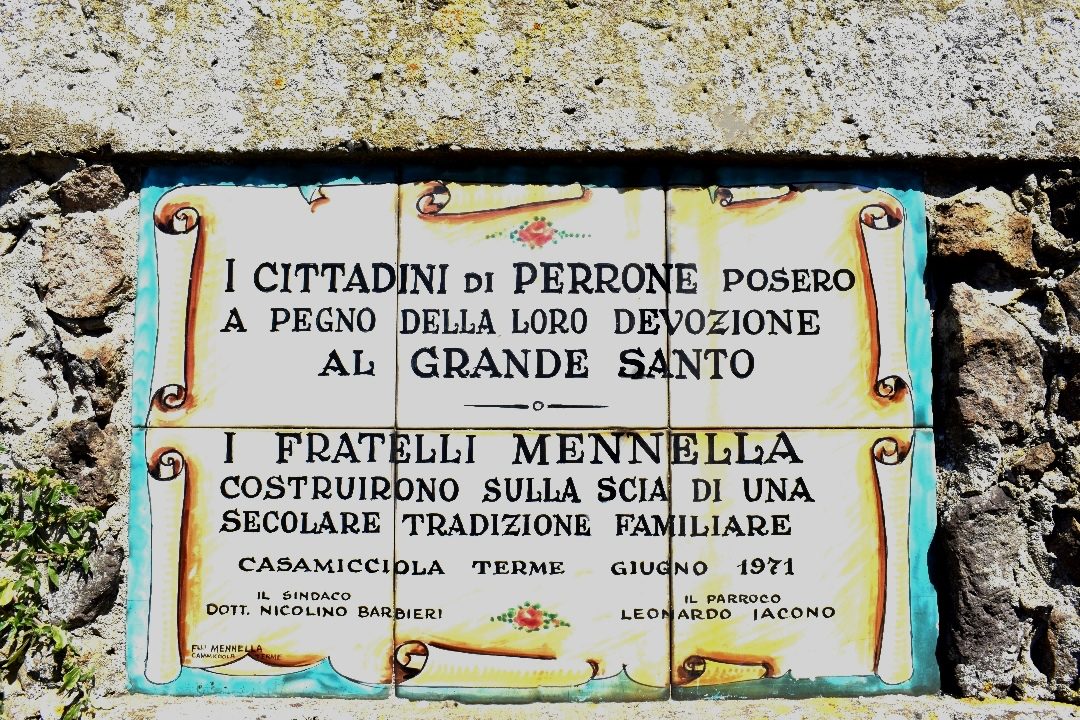
Targa posta sul basamento

Dal 1984 è un vertice geodetico.